# Sint-Annarei 20

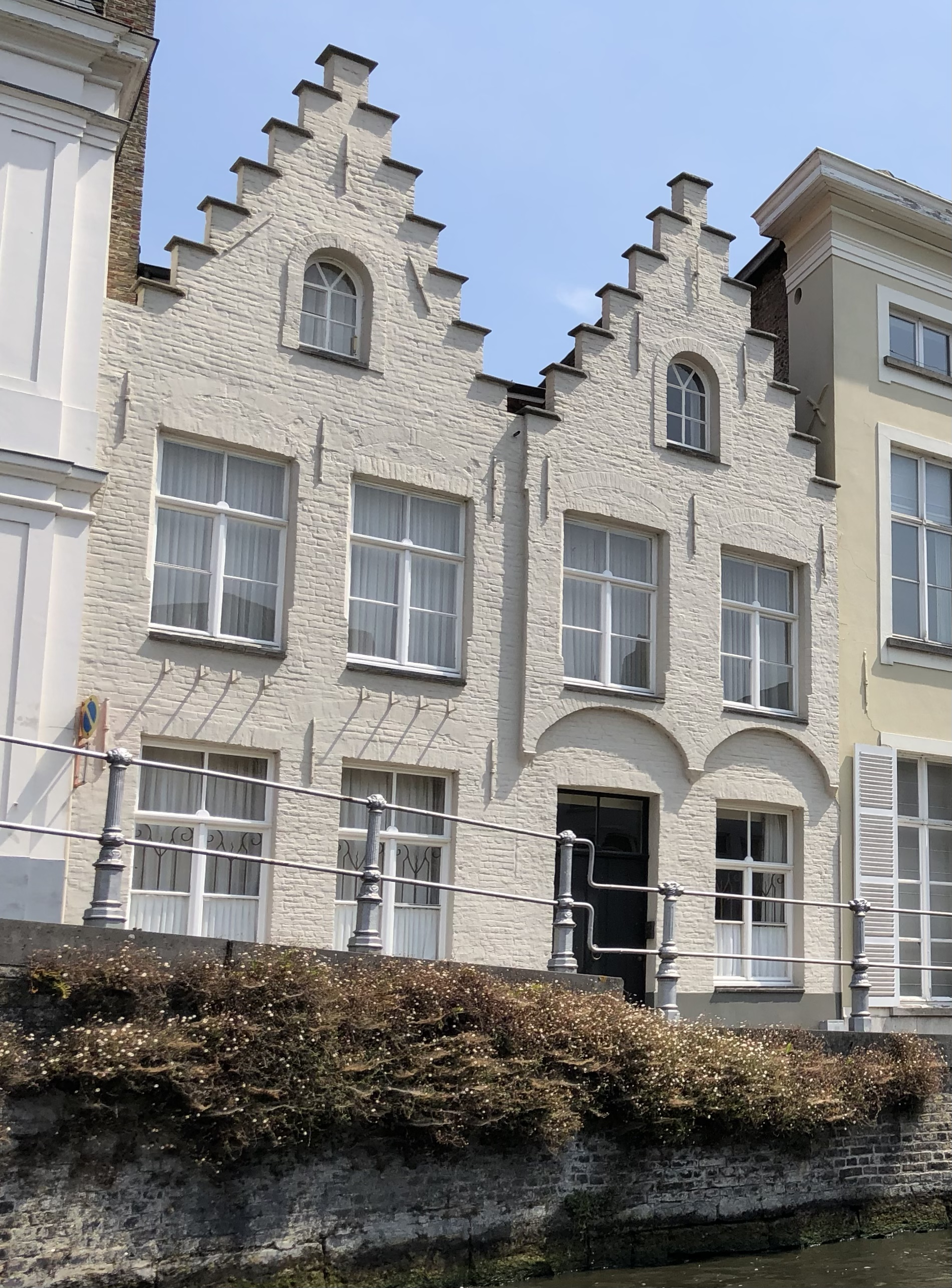
Sint-Annarei 20 im Jahr 2019

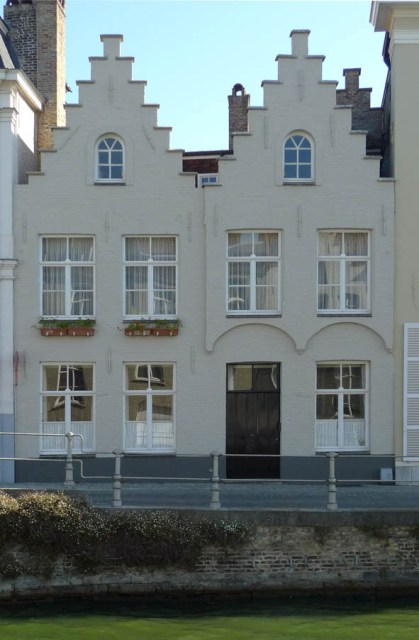
2009

Das Gebäude Sint-Annarei 20 ist ein denkmalgeschütztes Haus in Brügge in Belgien.

## Lage
Das Gebäude befindet sich im östlichen Teil der Altstadt von Brügge, auf der Ostseite der Straße Sint-Annarei, unmittelbar am Ufer des gleichnamigen Kanals. Südlich grenzt das gleichfalls denkmalgeschützte Haus Sint-Annarei 19, nördlich die Nummer 22 an.

## Architektur und Geschichte
Das zweigeschossige Haus wurde aus Backsteinen errichtet und setzt sich aus ursprünglich zwei einzelnen, jeweils zweiachsigen, giebelständig zur Straße hin ausgerichteten Gebäuden zusammen. Die beiden Giebel sind als sechsstufige Stufengiebel mit Aufsatz ausgebildet, die Satteldächer sind mit flämischen Ziegeln gedeckt. Der Komplex geht auf das 17. Jahrhundert zurück. Aus dieser Zeit stammen auch noch Teile des Dachstuhls. Das Gebäude ruht auf einem flachen Sockel. Die Fassade ist verankert. In der rechten Gebäudehälfte tritt im ersten Obergeschoss die Fassade etwas vor und schließt nach unten in zwei Segmentbögen ab, die jeweils in schlichten Konsolen auslaufen. Im 19. Jahrhundert wurden die Fensteröffnungen verändert. Sie sind hochkant rechteckig und verfügen im Obergeschoss über abgeschrägte Laibungen. In der oberen Etage und in der zweiten Achse von links im Erdgeschoss bestehen oberhalb der Fensteröffnungen Segmentbögen. In jedem Giebel befindet sich ein einzelnes als Rundbogen ausgeführtes von einer Backsteinrahmung eingefasstes Dachfenster.
Das Gebäude wird seit dem 14. September 2009 als architektonisches Erbe geführt. Das Grundstück umfasst eine Fläche von 248 m².